# NGC 4486B
NGC 4486B este o galaxie eliptică situată în constelația Fecioara. A fost descoperită în  de către Charles Messier. Se află la o distanță de 16,14 megaparseci de Pământ.